# A·J·英格利希
艾伯特·杰伊·英格利希（英語：Albert Jay English，1967年7月11日—），美国NBA联盟前职业篮球运动员。他在1990年的NBA选秀中第2轮第10顺位被华盛顿子弹选中。